# Света Богородица Кушнишка
„Успение Богородично“, по известен като „Света Богородица Кушнишка“ (на гръцки: Παναγία Παγγαιώτισσα), е православен женски манастир край правищкото село Дряново (Хортокопи), Егейска Македония, Гърция, част от Елевтеруполската митрополия на Вселенската патриаршия, управлявана от Църквата на Гърция.
Манастирът е разположен в югоизточните склонове на Кушница, на 2 km югозападно от Дряново и на 4 km северозападо от Правища (Елевтеруполи). Манастирът започва да се изгражда през август 1978 година, в местността Манастир Чешме след като семейство понтийци твърди, че е открила на мястото изчезналата ценна семейна икона на Света Богородица. Манастирът е изграден от Елевтеруполската митрополия под надзора на митрополит Амвросий Елевтеруполски.